# Starý zákupský most

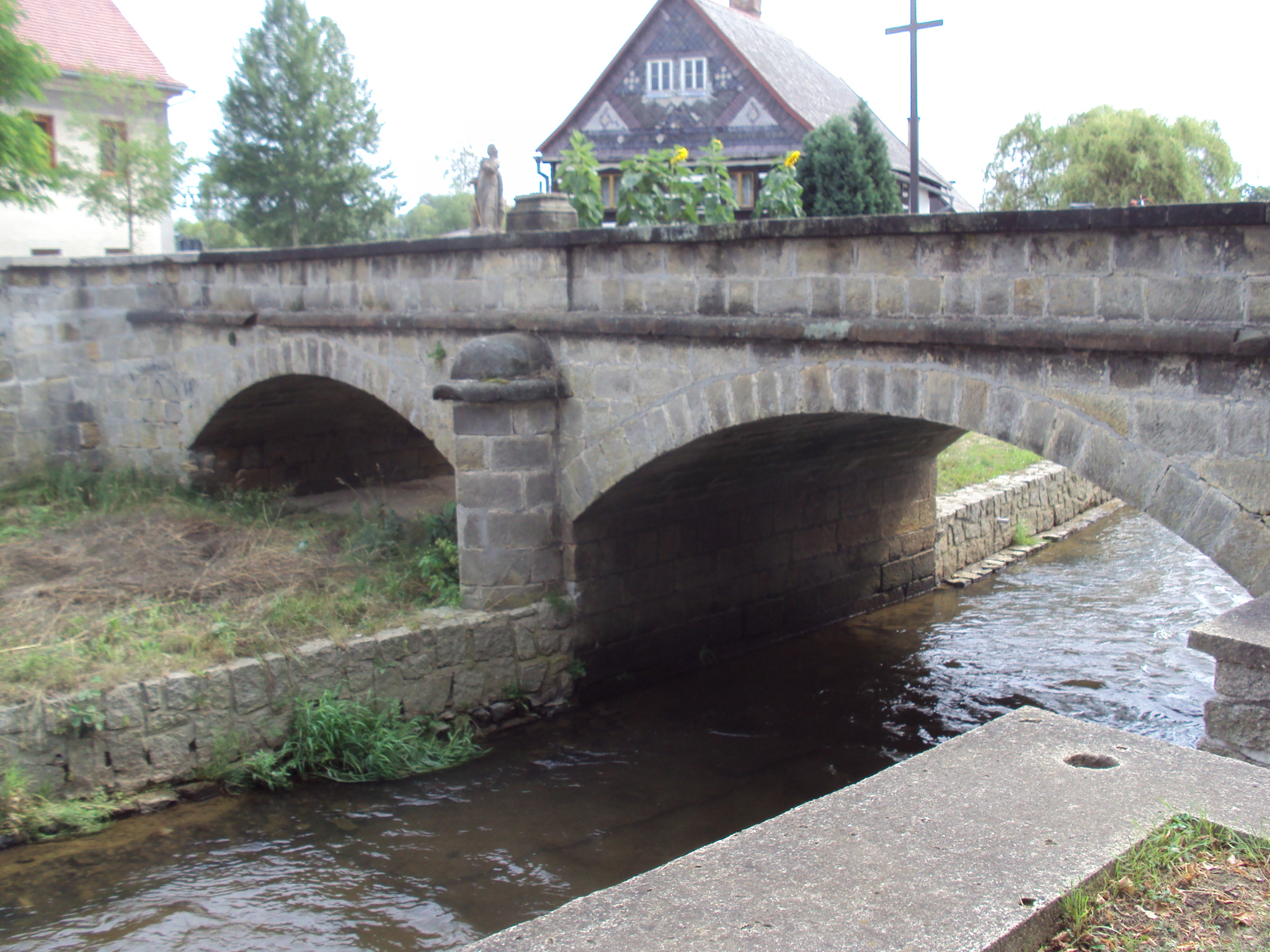
Most u svaté Anny v Zákupech

Starý zákupský most v dnešní Mostecké ulici v Zákupech byl původně silniční přes Svitavku u kaple svaté Anny a morového hřbitova, nyní je na něj vjezd autům zamezen. Spolu s řadou renovovaných soch a křížů je chráněn jako kulturní památka České republiky.

## Stavba mostu
Na boku mostu je vytesán letopočet 1849. Výzdobou kamenného mostu je čtveřice soch svatého Fabiána, Šebestiána (kterým je zasvěcen i nedaleký zákupský kostel), svaté Apoleny (také zvané Apolonie) a Barbory. Pátá socha se nedochovala, byla pravděpodobně při opravě mostu shozena do vody. Ve středu mostu mostu jsou po obou stranách umístěny kříže – ukřižování Ježíše Krista a dvojitý Kříž usmíření.
Most je od roku 1958 zapsán do soupisu celostátně chráněných kulturních památek pod číslem 31746/5-3436.
Sochy byly po roce 1945 postupně ničeny, jedna shozena do vody, některé byly odvezeny do českolipského muzea.
V srpnu 2012 byla na most vrácena čtveřice soch, které zrestauroval českolipský ateliér Jana Fedorčáka. Sochám byly doplněny chybějící části a domodelovány zašlé kontury obličejů. Doplněny byly zlacené doplňky, atributy a svatozáře. Na most byl umístěn nový dvojitý železný Kříž usmíření, který symbolizuje sepětí původních a současných obyvatel města.
Za rok, v roce 2013, byly soše svaté Apoleny vandalem ukradeny kleště držící pozlacený zub, což způsobilo škodu za 10 tisíc korun.

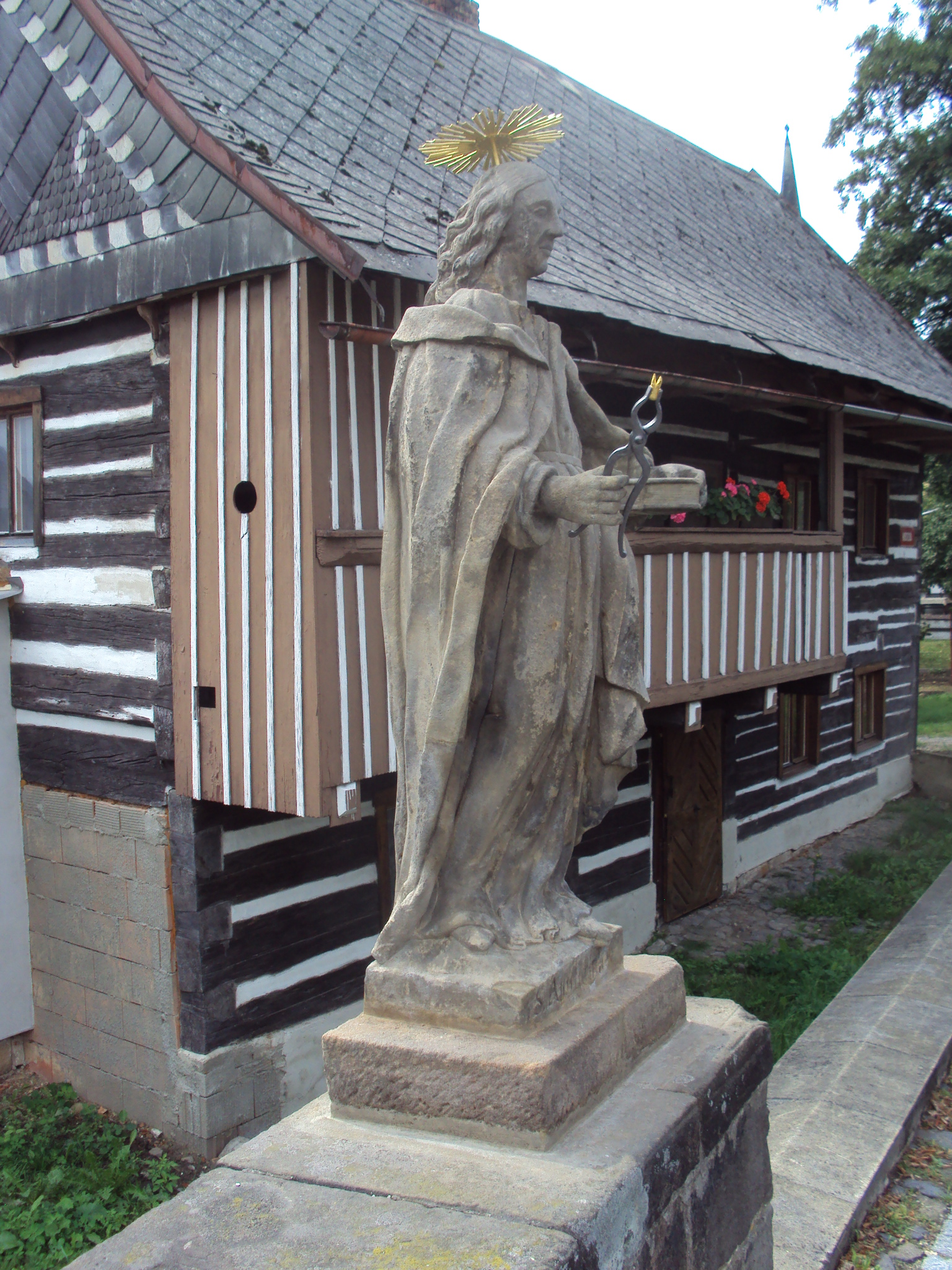
Socha sv. Apoleny před vandalským zásahem. Stavení u něj je také kulturní památkou

## Další památky
V předpolí mostu je umístěna kaple svaté Anny na místě již zaniklého morového hřbitova. Poblíž mostu je několik starých dřevěných stavení, z nichž č. 147 v Mostecké ulici je zapsáno jako kulturní památka (44849/5-3438).